# Сендин (Миранда-ду-Дору)
Сендин (порт. Sendim, мирандск. Sendin) — населённый пункт и бывший район (фрегезия) в Португалии, входит в округ Браганса. Район являлся составной частью муниципалитета Миранда-ду-Дору. По старому административному делению входил в провинцию Траз-уж-Монтиш и Алту-Дору. Входил в экономико-статистический субрегион Алту-Траз-уш-Монтеш, который входит в Северный регион. Население составляло 1432 человека на 2001 год. Занимал площадь 38,31 км².
Покровителем района считается Апостол Пётр (порт. São Pedro).
При реорганизации 2012-2013 годов был упразднён. Путём объединения с районом Атенор был образован район Сендин и Атенор.